# Anna Asp
Anna Asp (Söderhamn, 14 maggio 1946) è una scenografa svedese, nota per le sue collaborazioni coi registi Ingmar Bergman, per il cui Fanny e Alexander (1982) ha vinto l'Oscar alla migliore scenografia, Andrej Tarkovskij e Bille August.

## Biografia
Si forma inizialmente da fotografa, studiando negli anni sessanta con Christer Strömholm come insegnante.
Studia scenografia all'Università di Cinema, Televisione, Radio e Teatro di Stoccolma.
Dopo alcuni lavori a teatro e in TV, realizza le sue prime scenografia per il cinema con Giliap (1975) di Roy Andersson. Scrive poi personalmente ad Ingmar Bergman, chiedendogli di lavorare ai suoi film: il regista finisce per accettare e, dopo averla vista all'opera nel suo Sinfonia d'autunno (1978), le affida quindi il compito di creare gli elaborati set di Fanny e Alexander (1982). Affidandosi alla memoria di Bergman, Asp ricrea la villa di famiglia degli Ekdahl sulla base di quella che la nonna del regista possedeva a Uppsala negli anni venti, nonché l'interezza della labirintina casa di Isak Jacobi, ispirata a un rigattiere ebreo che Bergman aveva visitato da bambino. Per l'austera abitazione del vescovo Edvard, si ispira invece alle fotografie di un castello medioevale. Il suo lavoro le frutta nel 1984 un Premio Oscar per la migliore scenografia.
Dopo Bergman collaborerà con un altro mostro sacro del cinema, il cineasta sovietico Andrej Tarkovskij: per il suo film Sacrificio (1986), girato in Svezia, Asp costruisce tutta l'isolata casa in legno del protagonista, con gli esterni più piccoli degli interni per non superare in altezza i pini circostanti della location. Durante le riprese, si ritrova inaspettatamente a dover ricostruire l'intero set in meno di due settimane, a causa di un errore che aveva impedito alla macchina da presa di riprendere la scena topica nel quale il protagonista dà fuoco alla casa, ridotta davvero in cenere: la seconda ripresa è quella che appare nel film finito.
Il successivo Pelle alla conquista del mondo (1987) segna l'inizio del suo sodalizio più prolifico, quello col regista Bille August, di cui curerà le scenografie di tutti i film, tra cui gli hollywoodiani La casa degli spiriti (1993), Il senso di Smilla per la neve (1997) e I miserabili (1998), fino al nuovo millennio. Continuerà poi a lavorare nel cinema e nella TV svedese come una delle sue scenografe di punta.

## Filmografia

### Cinema
- Giliap, regia di Roy Andersson (1975)
- Paradistorg, regia di Gunnel Lindblom (1977)
- Sinfonia d'autunno (Höstsonaten), regia di Ingmar Bergman (1978)
- Min älskade, regia di Kjell Grede (1979)
- Barnens ö, regia di Kay Pollak (1980)
- Avskedet, regia di Tuija-Maija Niskanen (1982)
- Fanny e Alexander (Fanny och Alexander), regia di Ingmar Bergman (1982)
- Åke och hans värld, regia di Allan Edwall (1984)
- Sacrificio (Offret), regia di Andrej Arsen'evic Tarkovskij (1986)
- Pelle alla conquista del mondo (Pelle Erobreren), regia di Bille August (1987)
- Con le migliori intenzioni (Den goda viljan), regia di Bille August (1992)
- La casa degli spiriti (The House of the Spirits), regia di Bille August (1993)
- Jerusalem, regia di Bille August (1996)
- Il senso di Smilla per la neve (Smilla's Sense of Snow), regia di Bille August (1997)
- Il comandante Hamilton (Hamilton), regia di Harald Zwart (1998)
- I miserabili (Les Misérables), regia di Bille August (1998)
- En sång för Martin, regia di Bille August (2001)
- Syndare i sommarsol, regia di Daniel Alfredson (2001)
- Evil - Il ribelle (Ondskan), regia di Mikael Håfström (2003)
- Zozo, regia di Josef Fares (2005)
- Arn - L'ultimo cavaliere (Arn - Tempelriddaren), regia di Peter Flinth (2007)
- Beyond (Svinalängorna), regia di Pernilla August (2010)
- Den allvarsamma leken, regia di Pernilla August (2016)
- La ragazza delle renne (Stöld), regia di Elle Márjá Eira (2024)

### Televisione
- Dopo la prova (Efter repetitionen), regia di Ingmar Bergman – film TV (1984)
- Solisterna – miniserie TV, 3 puntate (2003)
- Wallander – serie TV, 8 episodi (2005-2009)
- Halvbroren – miniserie TV, 8 puntate (2013)
- Händelser vid vatten – miniserie TV, 6 puntate (2023)

## Riconoscimenti
- Premio Oscar
  - 1984 – Migliore scenografia per Fanny e Alexander
- Premio Guldbagge
  - 1993 - Premio speciale per il contributo creativo
  - 2004 – Miglior contributo tecnico (scenografia) per Evil - Il ribelle
  - 2017 – Candidatura alla migliore scenografia per Den allvarsamma leken
- Premio Robert
  - 1988 – Migliore scenografia per Pelle alla conquista del mondo